# IC 4481
IC 4481 — галактика типу S (спіральна галактика) у сузір'ї Волопас.
Цей об'єкт міститься в оригінальній редакції індексного каталогу.